# Mehrfamilienhaus Grüner Weg 45
Das Mehrfamilienhaus Grüner Weg 45 in der niedersächsischen Kreisstadt Cuxhaven im Landkreis Cuxhaven stammt vom Ende des 19. Jahrhunderts. Aktuell (2024) wird es als Wohnhaus genutzt.
Das Gebäude in der Gruppe Wohnhäuser südlich der Schillerstraße steht unter Denkmalschutz (siehe auch Liste der Baudenkmale in Cuxhaven).

## Geschichte und Beschreibung
Große Teile der Stadterweiterung um 1900 südlich der Schillerstraße sind gut erhalten, viele im originalen Erscheinungsbild. Dazu gehören ein- bis dreigeschossige Wohnhäuser im Bereich Am Grünen Weg, Schillerplatz, Grandauerstraße und Kirchenpauerstraße. Sie stammen von verschiedenen namhaften Cuxhavener Architekten wie Rudolph Glocke, John Polack und Richard Alberts. Die historisierenden Fassaden in Formen des Barock, des französischen Rokoko und des Jugendstils. Zurückhaltender sind die zwei- und dreigeschossigen, zwischen 1904 und 1908 entstandenen Häuser an der Reinekestraße mit historisierender Ornamentik in floralem Jugendstil.
Das dreigeschossige traufständige verputzte und L-förmige Gebäude auf Keller mit Drempel, schiefergedecktem Mansarddach und Satteldach wurde 1899 gebaut. Die straßenseitige Schmuckfassade wurde gestaltet mit farbig gefassten Backsteinbereichen im Wechsel mit Putzflächen sowie Putzdekor vor allem im Bereich der Fenster und einem übergiebelten Dachhaus. Im ersten Obergeschoss sind diese mit Dreiecken übergiebelt, im zweiten Obergeschoss mit einem geraden Gesims. Der Eingang an der Nordseite der Ostfassade hat einen leicht zurückspringenden Vorbau.
Das Landesdenkmalamt befand u. a.: „… Zeugnis- und Schauwert im Hinblick auf die geschichtliche, künstlerische und städtebauliche Bedeutung … .“